# 1. Frauenfußballclub Turbine Potsdam 71 2018-2019
Questa voce raccoglie le informazioni riguardanti la sezione di calcio femminile del 1. Frauenfußballclub Turbine Potsdam 71 nelle competizioni ufficiali della stagione 2018-2019.

## Maglie e sponsor
|  | Casa | Trasferta |

## Rosa
Rosa, ruoli e numeri di maglia come da sito ufficiale e sito Federcalcio tedesca (DFB).
| N. |                      | Ruolo | Calciatrice            |
| -- | -------------------- | ----- | ---------------------- |
| 1  | Germania (bandiera)  | P     | Lisa Schmitz           |
| 3  | Germania (bandiera)  | D     | Caroline Siems         |
| 4  | Germania (bandiera)  | D     | Johanna Elsig          |
| 7  | Germania (bandiera)  | C     | Anna Gasper            |
| 8  | Germania (bandiera)  | D     | Wibke Meister          |
| 9  | Germania (bandiera)  | A     | Svenja Huth            |
| 10 | Danimarca (bandiera) | C     | Karoline Smidt Nielsen |
| 11 | Germania (bandiera)  | C     | Dina Orschmann         |
| 13 | Germania (bandiera)  | C     | Rieke Dieckmann        |
| 14 | Svezia (bandiera)    | D     | Amanda Ilestedt        |
| 15 | Germania (bandiera)  | A     | Melissa Kössler        |
| 16 | Germania (bandiera)  | C     | Luca Graf              |
| 17 | Germania (bandiera)  | A     | Viktoria Schwalm       |

| N. |                      | Ruolo | Calciatrice      |
| -- | -------------------- | ----- | ---------------- |
| 18 | Germania (bandiera)  | C     | Gina Chmielinski |
| 19 | Germania (bandiera)  | C     | Felicitas Rauch  |
| 20 | Germania (bandiera)  | D     | Bianca Schmidt   |
| 22 | Germania (bandiera)  | C     | Nina Ehegötz     |
| 23 | Rep. Ceca (bandiera) | C     | Klára Cahynová   |
| 24 | Slovenia (bandiera)  | A     | Lara Prašnikar   |
| 25 | Svizzera (bandiera)  | D     | Rahel Kiwic      |
| 27 | Austria (bandiera)   | C     | Sarah Zadrazil   |
| 29 | Germania (bandiera)  | A     | Lena Petermann   |
| 30 | Germania (bandiera)  | P     | Vanessa Fischer  |
| 31 | Germania (bandiera)  | P     | Inga Schuldt     |
| 38 | Germania (bandiera)  | A     | Laura Lindner    |

## Calciomercato

### Sessione estiva
| Acquisti | Acquisti               | Acquisti         | Acquisti   |
| R.       | Nome                   | da               | Modalità   |
| -------- | ---------------------- | ---------------- | ---------- |
| C        | Rieke Dieckmann        | MSV Duisburg     | definitivo |
| C        | Luca Graf              | Jena             | definitivo |
| A        | Lena Petermann         | Friburgo         | definitivo |
| A        | Karoline Smidt Nielsen | Fortuna Hjørring | definitivo |

| Cessioni | Cessioni         | Cessioni           | Cessioni                       |
| R.       | Nome             | a                  | Modalità                       |
| -------- | ---------------- | ------------------ | ------------------------------ |
| D        | Marina Georgieva | Sand               | definitivo                     |
| C        | Tabea Kemme      | Arsenal            | definitivo                     |
| C        | Laura Lindner    | Turbine Potsdam II | aggregata alla squadra riserve |
| C        | Lia Wälti        | Arsenal            | definitivo                     |
| A        | Eseosa Aigbogun  | Paris FC           | definitivo                     |

### Sessione invernale
| Acquisti | Acquisti       | Acquisti    | Acquisti   |
| R.       | Nome           | da          | Modalità   |
| -------- | -------------- | ----------- | ---------- |
| C        | Dina Orschmann | UCF Knights | definitivo |

| Cessioni | Cessioni | Cessioni | Cessioni |
| R.       | Nome     | a        | Modalità |
| -------- | -------- | -------- | -------- |
|          |          |          |          |

## Risultati

### Frauen-Bundesliga

#### Girone di andata
| Arbitro: | Hussein (Bad Harzburg) |

|            |           |  |
| Fühner 50’ | Marcatori |  |

| Arbitro: | Wozniak (Herne) |

|                       |           |  |
| Zadrazil 17’ Huth 33’ | Marcatori |  |

| Arbitro: | Heimann (Gladbeck) |

|                                       |           |              |
| Prašnikar 38’ Kiwic 43’ Schwalm 90+3’ | Marcatori | 79’ Pawollek |

| Arbitro: | Diekmann (Dortmunde) |

|                                |           |                    |
| Schüller 11’, 48’ Dallmann 72’ | Marcatori | 30’ Huth 57’ Rauch |

| Arbitro: | Michel (Gau-Odernheim) |

|              |           |            |
| Dieckmann 3’ | Marcatori | 18’ Rolser |

| Arbitro: | Westerhoff (Bochum) |

|  |           |                                                      |
|  | Marcatori | 39’ Dieckmann 45’ Gasper 74’ Petermann 86’ Prašnikar |

| Arbitro: | Wozniak (Herne) |

|                    |           |  |
| Huth 12’ Elsig 61’ | Marcatori |  |

| Arbitro: | Derlin (Bad Schwartau) |

|  |           |                                                                                |
|  | Marcatori | 12’ Gasper 18’ Zadrazil 38’ Dieckmann 47’, 73’, 81’ Petermann 90’ (rig.) Rauch |

| Arbitro: | Wildfeuer (Lubecca) |

|                                                 |           |  |
| Petermann 17’ Sieger 45+2’ (aut.) Prašnikar 53’ | Marcatori |  |

| Arbitro: | Diekmann (Dortmund) |

|             |           |                                                                                                |
| Hoppius 35’ | Marcatori | 9’ (rig.) Rauch 21’ Dieckmann 34’ Gasper 40’, 45+1’ Petermann 62’ Huth 75’ Schmidt 84’ Schwalm |

| Arbitro: | Kunkel (Amburgo) |

|             |           |           |
| Schwalm 83’ | Marcatori | 65’ Pajor |

#### Girone di ritorno
| Arbitro: | Derlin (Bad Schwartau) |

|               |           |           |
| Prašnikar 50’ | Marcatori | 56’ Billa |

| Arbitro: | Joos (Leinfelden-Echterdingen) |

|                    |           |                                      |
| Sehan 2’ Sehan 59’ | Marcatori | 27’ Rauch 51’ Prašnikar 83’ Zadrazil |

| Arbitro: | Duske (Leverkusen) |

|                                       |           |                                        |
| Prießen 15’ Reuteler 72’ Martinez 86’ | Marcatori | 13’ Kiwic 26’ (rig.) Rauch 68’ Schwalm |

| Arbitro: | Söder (Ingolstadt) |

|                           |           |                    |
| Schwalm 42’ Prašnikar 72’ | Marcatori | 5’ Wu 12’ Schüller |

| Arbitro: | Wacker (Marbach am Neckar) |

|                                                                 |           |  |
| Škorvánková 11’ Beerensteyn 20’ Däbritz 35’ Rolfö 68’ Roord 79’ | Marcatori |  |

| Arbitro: | Westerhoff (Bochum) |

|                                                      |           |  |
| Chmielinski 27’ Elsig 34’ Schwalm 65’, 73’ Rauch 87’ | Marcatori |  |

| Arbitro: | Derlin (Bad Schwartau) |

|                 |           |                                |
| Beck 57’ (rig.) | Marcatori | 60’ (rig.) Rauch 85’ Prašnikar |

| Arbitro: | Heidenreich (Bad Schwartau) |

|                                                                      |           |  |
| Zadrazil 30’ Chmielinski 37’ Huth 54’ Prašnikar 57’, 59’ Schwalm 87’ | Marcatori |  |

| Arbitro: | Söder (Ingolstadt) |

|               |           |              |
| Rudelić 90+2’ | Marcatori | 6’ Prašnikar |

| Arbitro: | Wacker (Lehrensteinsfeld) |

|                         |           |  |
| Huth 24’ Elsig 56’, 75’ | Marcatori |  |

| Arbitro: | Wozniak (Herne) |

|                      |           |  |
| Harder 55’ Pajor 59’ | Marcatori |  |

### DFB-Pokal der Frauen
| Arbitro: | Heimann (Gladbeck) |

|  |           |                                                               |
|  | Marcatori | 13’, 21’ Ehegötz 18’ Huth 30’ Schmidt 44’ Prašnikar 72’ Rauch |

| Arbitro: | Appelmann (Alzey) |

|            |           |                                      |
| Radtke 70’ | Marcatori | 4’ (rig.) Rauch 36’ Gasper 55’ Elsig |

| Arbitro: | Söder (Ingolstadt) |

|                                     |           |  |
| Popp 20’, 26’ Harder 49’ Wolter 75’ | Marcatori |  |

## Statistiche

### Statistiche di squadra
| Competizione         | Punti | In casa | In casa | In casa | In casa | In casa | In casa | In trasferta | In trasferta | In trasferta | In trasferta | In trasferta | In trasferta | Totale | Totale | Totale | Totale | Totale | Totale | DR  |
| Competizione         | Punti | G       | V       | N       | P       | Gf      | Gs      | G            | V            | N            | P            | Gf           | Gs           | G      | V      | N      | P      | Gf     | Gs     | DR  |
| -------------------- | ----- | ------- | ------- | ------- | ------- | ------- | ------- | ------------ | ------------ | ------------ | ------------ | ------------ | ------------ | ------ | ------ | ------ | ------ | ------ | ------ | --- |
| Frauen-Bundesliga    | 42    | 11      | 7       | 4       | 0       | 29      | 6       | 11           | 5            | 2            | 4            | 30           | 19           | 22     | 12     | 6      | 4      | 59     | 25     | +34 |
| DFB-Pokal der Frauen | -     | -       | -       | -       | -       | -       | -       | 3            | 2            | 0            | 1            | 9            | 5            | 3      | 2      | 0      | 1      | 9      | 5      | +4  |
| Totale               | -     | 11      | 7       | 4       | 0       | 29      | 6       | 14           | 7            | 2            | 5            | 39           | 24           | 25     | 14     | 6      | 5      | 68     | 30     | +38 |

### Andamento in campionato
| Giornata  | 1 | 2 | 3 | 4 | 5 | 6 | 7 | 8 | 9 | 10 | 11 | 12 | 13 | 14 | 15 | 16 | 17 | 18 | 19 | 20 | 21 | 22 |
| --------- | - | - | - | - | - | - | - | - | - | -- | -- | -- | -- | -- | -- | -- | -- | -- | -- | -- | -- | -- |
| Luogo     | T | C | C | T | C | T | C | T | C | T  | C  | C  | T  | T  | C  | T  | C  | T  | C  | T  | C  | T  |
| Risultato | P | V | V | P | N | V | V | V | V | V  | N  | N  | V  | N  | N  | P  | V  | V  | V  | N  | V  | P  |
| Posizione | 8 | 6 | 5 | 5 | 7 | 4 | 3 | 3 | 3 | 3  | 3  | 3  | 3  | 3  | 3  | 4  | 4  | 3  | 3  | 3  | 3  | 3  |

Legenda:

Luogo: C = Casa; T = Trasferta. Risultato: V = Vittoria; N = Pareggio; P = Sconfitta.

### Statistiche delle giocatrici
| Giocatore        | Frauen-Bundesliga | Frauen-Bundesliga | Frauen-Bundesliga | Frauen-Bundesliga | DFB-Pokal der Frauen | DFB-Pokal der Frauen | DFB-Pokal der Frauen | DFB-Pokal der Frauen | Totale   | Totale | Totale      | Totale     |
| Giocatore        | Presenze          | Reti              | Ammonizioni       | Espulsioni        | Presenze             | Reti                 | Ammonizioni          | Espulsioni           | Presenze | Reti   | Ammonizioni | Espulsioni |
| ---------------- | ----------------- | ----------------- | ----------------- | ----------------- | -------------------- | -------------------- | -------------------- | -------------------- | -------- | ------ | ----------- | ---------- |
| K. Cahynová      | 19                | 0                 | 1                 | 0                 | 2                    | 0                    | 0                    | 0                    | 21       | 0      | 1           | 0          |
| G. Chmielinski   | 18                | 2                 | 1                 | 0                 | 3                    | 0                    | 0                    | 0                    | 21       | 2      | 1           | 0          |
| R. Dieckmann     | 21                | 4                 | 0                 | 0                 | 3                    | 0                    | 0                    | 0                    | 24       | 4      | 0           | 0          |
| N. Ehegötz       | 2                 | 0                 | 0                 | 0                 | 1                    | 2                    | 0                    | 0                    | 3        | 2      | 0           | 0          |
| J. Elsig         | 21                | 4                 | 3                 | 0                 | 2                    | 1                    | 0                    | 1                    | 23       | 5      | 3           | 1          |
| V. Fischer       | 11                | -12               | 0                 | 0                 | 2                    | -5                   | 0                    | 0                    | 13       | -17    | 0           | 0          |
| A. Gasper        | 22                | 3                 | 2                 | 0                 | 3                    | 1                    | 0                    | 0                    | 25       | 4      | 2           | 0          |
| L. Graf          | 6                 | 0                 | 2                 | 0                 | 1                    | 0                    | 0                    | 0                    | 7        | 0      | 2           | 0          |
| S. Huth          | 21                | 6                 | 2                 | 0                 | 2                    | 1                    | 0                    | 0                    | 23       | 7      | 2           | 0          |
| A. Ilestedt      | 13                | 0                 | 0                 | 0                 | 2                    | 0                    | 0                    | 0                    | 15       | 0      | 0           | 0          |
| R. Kiwic         | 13                | 2                 | 4                 | 1                 | 2                    | 0                    | 1                    | 0                    | 15       | 2      | 5           | 1          |
| M. Kössler       | 7                 | 0                 | 0                 | 0                 | 0                    | 0                    | 0                    | 0                    | 7        | 0      | 0           | 0          |
| L. Lindner       | 0                 | 0                 | 0                 | 0                 | -                    | -                    | -                    | -                    | 0        | 0      | 0           | 0          |
| W. Meister       | 6                 | 0                 | 1                 | 0                 | 1                    | 0                    | 0                    | 0                    | 7        | 0      | 1           | 0          |
| D. Orschmann     | 1                 | 0                 | 0                 | 0                 | 1                    | 0                    | 0                    | 0                    | 2        | 0      | 0           | 0          |
| L. Petermann     | 10                | 7                 | 0                 | 0                 | 2                    | 0                    | 0                    | 0                    | 12       | 7      | 0           | 0          |
| L. Prašnikar     | 22                | 10                | 0                 | 0                 | 3                    | 1                    | 0                    | 0                    | 25       | 11     | 0           | 0          |
| F. Rauch         | 22                | 7                 | 5                 | 0                 | 3                    | 2                    | 0                    | 0                    | 25       | 9      | 5           | 0          |
| B. Schmidt       | 16                | 1                 | 2                 | 0                 | 2                    | 1                    | 0                    | 0                    | 18       | 2      | 2           | 0          |
| L. Schmitz       | 11                | -13               | 0                 | 0                 | 1                    | 0                    | 0                    | 0                    | 12       | -13    | 0           | 0          |
| I. Schuldt       | 0                 | 0                 | 0                 | 0                 | 0                    | 0                    | 0                    | 0                    | 0        | 0      | 0           | 0          |
| V. Schwalm       | 21                | 8                 | 2                 | 0                 | 3                    | 0                    | 0                    | 0                    | 24       | 8      | 2           | 0          |
| C. Siems         | -                 | -                 | -                 | -                 | -                    | -                    | -                    | -                    | -        | -      | -           | -          |
| K. Smidt Nielsen | -                 | -                 | -                 | -                 | -                    | -                    | -                    | -                    | -        | -      | -           | -          |
| S. Zadrazil      | 22                | 4                 | 3                 | 0                 | 3                    | 0                    | 0                    | 0                    | 25       | 4      | 3           | 0          |